# James Algar
James "Jim" Algar (Modesto, Califòrnia, Estats Units, 11 de juny de 1912 − Carmel-by-the-Sea, Estats Units, 26 de febrer de 1998) va ser un director de cinema, productor i guionista estatunidenc. Es va endur tres vegades l'Oscar a la millor pel·lícula documental el 1954, 1955 i 1959.

## Biografia
James Algar comença la seva carrera als Estudis Disney el 1934 com a animador a Blancaneus i els Set Nans (1937). Fou director d'animació de la seqüència de l’Aprenent de Bruixot de Fantasia (1940), lloc que ocuparà en algunes escenes de Bambi (1942) i després a El Gripau i el Mestre d'Escola (1949).
Va dirigir després diverses pel·lícules de la sèrie dels True-Life Adventures i va treballar amb el sistema Circle-Vision 360°. Va realitzar diverses pel·lícules sota aquest format.

## Filmografia

### Director
- 1940: Fantasia
- 1948: Seal Island
- 1949: The Adventures of Ichabod and Mr. Toad
- 1950: Beaver Valley
- 1951: Nature's Half Acre
- 1953: Water Birds
- 1953: The Living Desert
- 1953: Prowlers of the Everglades
- 1954: The Vanishing Prairie
- 1955: The African Lion
- 1956: Secrets of Life
- 1958: White Wilderness
- 1958: Grand Canyon
- 1960: Islands of the Sea
- 1960: Jungle Cat
- 1962: The Legend of Lobo
- 1974: Carlo, the Sierra Coyote (TV)
- 1975: The Best of Walt Disney's True-Life Adventures
- 1999: Fantasia 2000

### Productor
- 1960: Ten Who Dared
- 1962: The Legend of Lobo
- 1963: The Incredible Journey
- 1967: La Gnome-mobile
- 1969: Rascal
- 1972: Run, Cougar, Run
- 1974: Carlo, the Sierra Coyote (TV)
- 1974: Return of the Big Cat (TV)
- 1975:  The Boy Who Talked to Badgers
- 1975: The Best of Walt Disney's True-Life Adventures

### Guionista
- 1948: Seal Island
- 1953: Bear Country
- 1953: The Living Desert
- 1954: The Vanishing Prairie
- 1955: The African Lion
- 1956: Secrets of Life
- 1958: White Wilderness
- 1960: Jungle Cat
- 1962: The Legend of Lobo
- 1963: The Incredible Journey

## Premis i nominacions

### Premis
- 1954: Oscar a la millor pel·lícula documental per The Living Desert
- 1955: Oscar a la millor pel·lícula documental per The Vanishing Prairie
- 1958: Oscar al millor curt de ficció per Grand Canyon
- 1959: Oscar a la millor pel·lícula documental per White Wilderness

### Nominacions
- 1954: Gran Premi (Festival de Canes) per The Living Desert